# WTA Tour 2022
WTA Tour 2022 (hay còn gọi là Hologic WTA Tour 2022 theo tên của nhà tài trợ) là mùa giải quần vợt dành cho các tay vợt nữ chuyên nghiệp, do Hiệp hội Quần vợt Nữ (WTA) tổ chức trong năm 2022.
Trong mùa giải này, các giải đấu thuộc hệ thống WTA Tour bao gồm Grand Slam, WTA 1000, WTA 500, WTA 250, Billie Jean King Cup (ITF tổ chức) và WTA Finals.
Ngày 01 tháng 12 năm 2021, Chủ tịch WTA thông báo tạm dừng tổ chức các sự kiện ở Trung Quốc để ủng hộ quyền tự do của tay vợt Peng Shuai, bắt đầu từ năm 2022.
Sau khi Nga tiến hành chiến dịch quân sự đặc biệt vào Ukraina, các tay vợt đến từ Nga và Belarus vẫn được tham dự các giải đấu với tư cách trung lập (không được đại diện cho quốc gia). Bên cạnh đó, các tay vợt Nga và Belarus bị cấm tham dự Wimbledon.

## Lịch thi đấu
Dưới đây là lịch trình của các giải đấu diễn ra trong mùa giải WTA Tour 2022.
Chú thích
| Grand Slam               |
| WTA Finals               |
| WTA 1000(Mandatory)      |
| WTA 1000 (non-Mandatory) |
| WTA 500                  |
| WTA 250                  |
| Giải đấu khác            |

### Tháng 1
| Tuần        | Giải đấu                           | Địa điểm      | Vô địch                               | Tỷ số                 | Á quân                                |
| ----------- | ---------------------------------- | ------------- | ------------------------------------- | --------------------- | ------------------------------------- |
| 03/01       | Adelaide International 1 (WTA 500) | Adelaide, Úc  | Ashleigh Barty                        | 6–3, 6–2              | Elena Rybakina                        |
| 03/01       | Adelaide International 1 (WTA 500) | Adelaide, Úc  | Ashleigh Barty Storm Sanders          | 6–1, 6–4              | Darija Jurak Schreiber Andreja Klepač |
| 03/01       | Melbourne Summer Set 1 (WTA 250)   | Melbourne, Úc | Simona Halep                          | 6–2, 6–3              | Veronika Kudermetova                  |
| 03/01       | Melbourne Summer Set 1 (WTA 250)   | Melbourne, Úc | Asia Muhammad Jessica Pegula          | 6–3, 6–1              | Sara Errani Jasmine Paolini           |
| 03/01       | Melbourne Summer Set 2 (WTA 250)   | Melbourne, Úc | Amanda Anisimova                      | 7–5, 1–6, 6–4         | Aliaksandra Sasnovich                 |
| 03/01       | Melbourne Summer Set 2 (WTA 250)   | Melbourne, Úc | Bernarda Pera Kateřina Siniaková      | 6–2, 6–7(7–9), [10–5] | Tereza Martincová Mayar Sherif        |
| 10/01       | Sydney International (WTA 500)     | Sydney, Úc    | Paula Badosa                          | 6–3, 4–6, 7–6(7–4)    | Barbora Krejčíková                    |
| 10/01       | Sydney International (WTA 500)     | Sydney, Úc    | Anna Danilina Beatriz Haddad Maia     | 4–6, 7–5, [10–8]      | Vivian Heisen Panna Udvardy           |
| 10/01       | Adelaide International 2 (WTA 250) | Adelaide, Úc  | Madison Keys                          | 6–1, 6–2              | Alison Riske                          |
| 10/01       | Adelaide International 2 (WTA 250) | Adelaide, Úc  | Eri Hozumi Makoto Ninomiya            | 1–6, 7–6(7–4), [10–7] | Tereza Martincová Markéta Vondroušová |
| 17/01 24/01 | Australian Open (Grand Slam)       | Melbourne, Úc | Ashleigh Barty                        | 6–3, 7–6(7–2)         | Danielle Collins                      |
| 17/01 24/01 | Australian Open (Grand Slam)       | Melbourne, Úc | Barbora Krejčíková Kateřina Siniaková | 6–7(3–7), 6–4, 6–4    | Anna Danilina Beatriz Haddad Maia     |
| 17/01 24/01 | Australian Open (Grand Slam)       | Melbourne, Úc | Kristina Mladenovic Ivan Dodig        | 6–3, 6–4              | Jaimee Fourlis Jason Kubler           |

### Tháng 2
| Tuần  | Giải đấu                                | Địa điểm            | Vô địch                               | Tỷ số                   | Á quân                             |
| ----- | --------------------------------------- | ------------------- | ------------------------------------- | ----------------------- | ---------------------------------- |
| 07/02 | St. Petersburg Ladies' Trophy (WTA 500) | St. Petersburg, Nga | Anett Kontaveit                       | 5–7, 7–6(7–4), 7–5      | Maria Sakkari                      |
| 07/02 | St. Petersburg Ladies' Trophy (WTA 500) | St. Petersburg, Nga | Anna Kalinskaya Caty McNally          | 6–3, 6–7(5–7), [10–4]   | Alicja Rosolska Erin Routliffe     |
| 14/02 | Dubai Tennis Championships (WTA 500)    | Dubai, UAE          | Jeļena Ostapenko                      | 6–0, 6–4                | Veronika Kudermetova               |
| 14/02 | Dubai Tennis Championships (WTA 500)    | Dubai, UAE          | Veronika Kudermetova Elise Mertens    | 6–1, 6–3                | Lyudmyla Kichenok Jeļena Ostapenko |
| 21/02 | Qatar Open (WTA 1000 (Non-mandatory))   | Doha, Qatar         | Iga Świątek                           | 6–2, 6–0                | Anett Kontaveit                    |
| 21/02 | Qatar Open (WTA 1000 (Non-mandatory))   | Doha, Qatar         | Coco Gauff Jessica Pegula             | 3–6, 7–5, [10–5]        | Veronika Kudermetova Elise Mertens |
| 21/02 | Abierto Zapopan (WTA 250)               | Guadalajara, Mexico | Sloane Stephens                       | 7–5, 1–6, 6–2           | Marie Bouzková                     |
| 21/02 | Abierto Zapopan (WTA 250)               | Guadalajara, Mexico | Kaitlyn Christian Lidziya Marozava    | 7–5, 6–3                | Wang Xinyu Zhu Lin                 |
| 28/02 | Lyon Open (WTA 250)                     | Lyon, Pháp          | Zhang Shuai                           | 3–6, 6–3, 6–4           | Dayana Yastremska                  |
| 28/02 | Lyon Open (WTA 250)                     | Lyon, Pháp          | Laura Siegemund · Vera Zvonareva      | 7–5, 6–1                | Alicia Barnett Olivia Nicholls     |
| 28/02 | Monterrey Open (WTA 250)                | Monterrey, Mexico   | Leylah Fernandez                      | 6–7(5–7), 6–4, 7–6(7–3) | Camila Osorio                      |
| 28/02 | Monterrey Open (WTA 250)                | Monterrey, Mexico   | Catherine Harrison Sabrina Santamaria | 1–6, 7–5, [10–6]        | Han Xinyun · Yana Sizikova         |

### Tháng 3
| Tuần        | Giải đấu                                 | Địa điểm              | Vô địch                          | Tỷ số         | Á quân                               |
| ----------- | ---------------------------------------- | --------------------- | -------------------------------- | ------------- | ------------------------------------ |
| 07/03 14/03 | Indian Wells Open (WTA 1000 (Mandatory)) | Indian Wells, Hoa Kỳ  | Iga Świątek                      | 6–4, 6–1      | Maria Sakkari                        |
| 07/03 14/03 | Indian Wells Open (WTA 1000 (Mandatory)) | Indian Wells, Hoa Kỳ  | Xu Yifan Yang Zhaoxuan           | 7–5, 7–6(7–4) | Asia Muhammad Ena Shibahara          |
| 21/03 28/03 | Miami Open (WTA 1000 (Mandatory))        | Miami Gardens, Hoa Kỳ | Iga Świątek                      | 6–4, 6–0      | Naomi Osaka                          |
| 21/03 28/03 | Miami Open (WTA 1000 (Mandatory))        | Miami Gardens, Hoa Kỳ | Laura Siegemund · Vera Zvonareva | 7–6(7–3), 7–5 | Veronika Kudermetova · Elise Mertens |

### Tháng 4
| Tuần        | Giải đấu                           | Địa điểm                 | Vô địch                            | Tỷ số                 | Á quân                                |
| ----------- | ---------------------------------- | ------------------------ | ---------------------------------- | --------------------- | ------------------------------------- |
| 4 Apr       | Charleston Open (WTA 500)          | Charleston, Hoa Kỳ       | Belinda Bencic                     | 6–1, 5–7, 6–4         | Ons Jabeur                            |
| 4 Apr       | Charleston Open (WTA 500)          | Charleston, Hoa Kỳ       | Andreja Klepač Magda Linette       | 6–2, 4–6, [10–7]      | Lucie Hradecká Sania Mirza            |
| 4 Apr       | Copa Colsanitas (WTA 250)          | Bogotá, Colombia         | Tatjana Maria                      | 6–3, 4–6, 6–2         | Laura Pigossi                         |
| 4 Apr       | Copa Colsanitas (WTA 250)          | Bogotá, Colombia         | Astra Sharma Aldila Sutjiadi       | 4–6, 6–4, [11–9]      | Emina Bektas Tara Moore               |
| Tuần        | Giải đấu                           | Địa điểm                 | Đội thắng                          | Tỷ số                 | Đội thua                              |
| 11/04       | Billie Jean King Cup (vòng loại)   | Alghero, Ý               | Ý                                  | 3–1                   | Pháp                                  |
| 11/04       | Billie Jean King Cup (vòng loại)   | Asheville, Hoa Kỳ        | Hoa Kỳ                             | 3–2                   | Ukraina                               |
| 11/04       | Billie Jean King Cup (vòng loại)   | Prague, Cộng hòa Séc     | Séc                                | 3–2                   | Anh Quốc                              |
| 11/04       | Billie Jean King Cup (vòng loại)   | Antalya, Thổ Nhĩ Kỳ      | Bỉ                                 | WO                    | Belarus                               |
| 11/04       | Billie Jean King Cup (vòng loại)   | Nur-Sultan, Kazakhstan   | Kazakhstan                         | 3–1                   | Đức                                   |
| 11/04       | Billie Jean King Cup (vòng loại)   | Vancouver, Canada        | Canada                             | 4–0                   | Latvia                                |
| 11/04       | Billie Jean King Cup (vòng loại)   | 's-Hertogenbosch, Hà Lan | Tây Ban Nha                        | 4–0                   | Hà Lan                                |
| 11/04       | Billie Jean King Cup (vòng loại)   | Radom, Ba Lan            | Ba Lan                             | 4–0                   | România                               |
| Tuần        | Giải đấu                           | Địa điểm                 | Vô địch                            | Tỷ số                 | Á quân                                |
| 18/04       | Stuttgart Open (WTA 500)           | Stuttgart, Đức           | Iga Świątek                        | 6–2, 6–2              | Aryna Sabalenka                       |
| 18/04       | Stuttgart Open (WTA 500)           | Stuttgart, Đức           | Desirae Krawczyk Demi Schuurs      | 6–3, 6–4              | Coco Gauff Zhang Shuai                |
| 18/04       | İstanbul Cup (WTA 250)             | Istanbul, Thổ Nhĩ Kỳ     | Anastasia Potapova                 | 6–3, 6–1              | Veronika Kudermetova                  |
| 18/04       | İstanbul Cup (WTA 250)             | Istanbul, Thổ Nhĩ Kỳ     | Marie Bouzková Sara Sorribes Tormo | 6–3, 6–4              | Natela Dzalamidze · Kamilla Rakhimova |
| 25/04 02/05 | Madrid Open (WTA 1000 (Mandatory)) | Madrid, Tây Ban Nha      | Ons Jabeur                         | 7–5, 0–6, 6–2         | Jessica Pegula                        |
| 25/04 02/05 | Madrid Open (WTA 1000 (Mandatory)) | Madrid, Tây Ban Nha      | Gabriela Dabrowski Giuliana Olmos  | 7–6(7–1), 5–7, [10–7] | Desirae Krawczyk Demi Schuurs         |

### Tháng 5
| Tuần        | Giải đấu                                | Địa điểm         | Vô địch                                         | Tỷ số                        | Á quân                              |
| ----------- | --------------------------------------- | ---------------- | ----------------------------------------------- | ---------------------------- | ----------------------------------- |
| 09/05       | Italian Open (WTA 1000 (Non-mandatory)) | Roma, Ý          | Iga Świątek                                     | 6–2, 6–2                     | Ons Jabeur                          |
| 09/05       | Italian Open (WTA 1000 (Non-mandatory)) | Roma, Ý          | Veronika Kudermetova · Anastasia Pavlyuchenkova | 1–6, 6–4, [10–7]             | Gabriela Dabrowski Giuliana Olmos   |
| 16/05       | Morocco Open (WTA 250)                  | Rabat, Morocco   | Martina Trevisan                                | 6–2, 6–1                     | Claire Liu                          |
| 16/05       | Morocco Open (WTA 250)                  | Rabat, Morocco   | Eri Hozumi Makoto Ninomiya                      | 6–7(7–9), 6–3, [10–8]        | Monica Niculescu · Alexandra Panova |
| 16/05       | Internationaux de Strasbourg (WTA 250)  | Strasbourg, Pháp | Angelique Kerber                                | 7–6(7–5), 6–7(0–7), 7–6(7–5) | Kaja Juvan                          |
| 16/05       | Internationaux de Strasbourg (WTA 250)  | Strasbourg, Pháp | Nicole Melichar-Martinez Daria Saville          | 5–7, 7–5, [10–6]             | Lucie Hradecká Sania Mirza          |
| 23/05 30/05 | French Open (Grand Slam)                | Paris, Pháp      | Iga Świątek                                     | 6–1, 6–3                     | Coco Gauff                          |
| 23/05 30/05 | French Open (Grand Slam)                | Paris, Pháp      | Caroline Garcia Kristina Mladenovic             | 2–6, 6–3, 6–2                | Coco Gauff Jessica Pegula           |
| 23/05 30/05 | French Open (Grand Slam)                | Paris, Pháp      | Ena Shibahara Wesley Koolhof                    | 7–6(7–5), 6–2                | Ulrikke Eikeri Joran Vliegen        |

### Tháng 6
| Tuần        | Giải đấu                           | Địa điểm                   | Vô địch                               | Tỷ số                 | Á quân                               |
| ----------- | ---------------------------------- | -------------------------- | ------------------------------------- | --------------------- | ------------------------------------ |
| 06/06       | Rosmalen Open (WTA 250)            | Rosmalen, Hà Lan           | Ekaterina Alexandrova                 | 7–5, 6–0              | Aryna Sabalenka                      |
| 06/06       | Rosmalen Open (WTA 250)            | Rosmalen, Hà Lan           | Ellen Perez Tamara Zidanšek           | 6–3, 5–7, [12–10]     | Veronika Kudermetova · Elise Mertens |
| 06/06       | Nottingham Open (WTA 250)          | Nottingham, Vương quốc Anh | Beatriz Haddad Maia                   | 6–4, 1–6, 6–3         | Alison Riske                         |
| 06/06       | Nottingham Open (WTA 250)          | Nottingham, Vương quốc Anh | Beatriz Haddad Maia Zhang Shuai       | 7–6(7–2), 6–3         | Caroline Dolehide Monica Niculescu   |
| 13/06       | German Open (WTA 500)              | Berlin, Germany            | Ons Jabeur                            | 6–3, 2–1, ret.        | Belinda Bencic                       |
| 13/06       | German Open (WTA 500)              | Berlin, Germany            | Storm Sanders Kateřina Siniaková      | 6–4, 6–3              | Alizé Cornet Jil Teichmann           |
| 13/06       | Birmingham Classic (WTA 250)       | Birmingham, Vương quốc Anh | Beatriz Haddad Maia                   | 5–4, ret.             | Zhang Shuai                          |
| 13/06       | Birmingham Classic (WTA 250)       | Birmingham, Vương quốc Anh | Lyudmyla Kichenok Jeļena Ostapenko    | WO                    | Elise Mertens Zhang Shuai            |
| 20/06       | Eastbourne International (WTA 500) | Eastbourne, Vương quốc Anh | Petra Kvitová                         | 6–3, 6–2              | Jeļena Ostapenko                     |
| 20/06       | Eastbourne International (WTA 500) | Eastbourne, Vương quốc Anh | Aleksandra Krunić Magda Linette       | WO                    | Lyudmyla Kichenok Jeļena Ostapenko   |
| 20/06       | Bad Homburg Open (WTA 250)         | Bad Homburg, Đức           | Caroline Garcia                       | 6–7(5–7), 6–4, 6–4    | Bianca Andreescu                     |
| 20/06       | Bad Homburg Open (WTA 250)         | Bad Homburg, Đức           | Eri Hozumi Makoto Ninomiya            | 6–4, 6–7(5–7), [10–5] | Alicja Rosolska Erin Routliffe       |
| 27/06 04/07 | Wimbledon (Grand Slam)             | London, Vương quốc Anh     | Elena Rybakina                        | 3–6, 6–2, 6–2         | Ons Jabeur                           |
| 27/06 04/07 | Wimbledon (Grand Slam)             | London, Vương quốc Anh     | Barbora Krejčíková Kateřina Siniaková | 6–2, 6–4              | Elise Mertens Zhang Shuai            |
| 27/06 04/07 | Wimbledon (Grand Slam)             | London, Vương quốc Anh     | Neal Skupski Desirae Krawczyk         | 6–4, 6–3              | Matthew Ebden Samantha Stosur        |

### Tháng 7
| Tuần  | Giải đấu                        | Địa điểm             | Vô địch                                | Tỷ số            | Á quân                                 |
| ----- | ------------------------------- | -------------------- | -------------------------------------- | ---------------- | -------------------------------------- |
| 11/07 | Swiss Open (WTA 250)            | Lausanne, Thụy Sĩ    | Petra Martić                           | 6–4, 6–2         | Olga Danilović                         |
| 11/07 | Swiss Open (WTA 250)            | Lausanne, Thụy Sĩ    | Olga Danilović Kristina Mladenovic     | WO               | Ulrikke Eikeri Tamara Zidanšek         |
| 11/07 | Budapest Grand Prix (WTA 250)   | Budapest, Hungary    | Bernarda Pera                          | 6–3, 6–3         | Aleksandra Krunić                      |
| 11/07 | Budapest Grand Prix (WTA 250)   | Budapest, Hungary    | Ekaterine Gorgodze Oksana Kalashnikova | 1–6, 6–4, [10–6] | Katarzyna Piter Kimberley Zimmermann   |
| 18/07 | Hamburg European Open (WTA 250) | Hamburg, Đức         | Bernarda Pera                          | 6–2, 6–4         | Anett Kontaveit                        |
| 18/07 | Hamburg European Open (WTA 250) | Hamburg, Đức         | Sophie Chang Angela Kulikov            | 6–3, 4–6, [10–6] | Miyu Kato Aldila Sutjiadi              |
| 18/07 | Palermo International (WTA 250) | Palermo, Ý           | Irina-Camelia Begu                     | 6–2, 6–2         | Lucia Bronzetti                        |
| 18/07 | Palermo International (WTA 250) | Palermo, Ý           | Anna Bondár Kimberley Zimmermann       | 6–3, 6–2         | Amina Anshba · Panna Udvardy           |
| 25/07 | Poland Open (WTA 250)           | Warsaw, Ba Lan       | Caroline Garcia                        | 6–4, 6–1         | Ana Bogdan                             |
| 25/07 | Poland Open (WTA 250)           | Warsaw, Ba Lan       | Anna Danilina Anna-Lena Friedsam       | 6–4, 5–7, [10–5] | Katarzyna Kawa Alicja Rosolska         |
| 25/07 | Prague Open (WTA 250)           | Prague, Cộng hòa Séc | Marie Bouzková                         | 6–0, 6–3         | Anastasia Potapova                     |
| 25/07 | Prague Open (WTA 250)           | Prague, Cộng hòa Séc | Anastasia Potapova · Yana Sizikova     | 6–3, 6–4         | Angelina Gabueva · Anastasia Zakharova |

### Tháng 8
| Tuần        | Giải đấu                                   | Địa điểm                   | Vô địch                               | Tỷ số                 | Á quân                                  |
| ----------- | ------------------------------------------ | -------------------------- | ------------------------------------- | --------------------- | --------------------------------------- |
| 01/08       | Silicon Valley Classic (WTA 500)           | San Jose, Hoa Kỳ           | Daria Kasatkina                       | 6–7(2–7), 6–1, 6–2    | Shelby Rogers                           |
| 01/08       | Silicon Valley Classic (WTA 500)           | San Jose, Hoa Kỳ           | Xu Yifan Yang Zhaoxuan                | 7–5, 6–0              | Shuko Aoyama Chan Hao-ching             |
| 01/08       | Washington Open (WTA 250)                  | Washington, D.C., Hoa Kỳ   | Liudmila Samsonova                    | 4–6, 6–3, 6–3         | Kaia Kanepi                             |
| 01/08       | Washington Open (WTA 250)                  | Washington, D.C., Hoa Kỳ   | Jessica Pegula Erin Routliffe         | 6–3, 5–7, [12–10]     | Anna Kalinskaya · Caty McNally          |
| 08/08       | Canadian Open (WTA 1000 (Non-mandatory))   | Toronto, Canada            | Simona Halep                          | 6–3, 2–6, 6–3         | Beatriz Haddad Maia                     |
| 08/08       | Canadian Open (WTA 1000 (Non-mandatory))   | Toronto, Canada            | Coco Gauff Jessica Pegula             | 6–4, 6–7(5–7), [10–5] | Nicole Melichar-Martinez Ellen Perez    |
| 15/08       | Cincinnati Open (WTA 1000 (Non-mandatory)) | Mason, Hoa Kỳ              | Caroline Garcia                       | 6–2, 6–4              | Petra Kvitová                           |
| 15/08       | Cincinnati Open (WTA 1000 (Non-mandatory)) | Mason, Hoa Kỳ              | Lyudmyla Kichenok Jeļena Ostapenko    | 7–6(7–5), 6–3         | Nicole Melichar-Martinez Ellen Perez    |
| 22/08       | Tennis in the Land (WTA 250)               | Cleveland, Hoa Kỳ          | Liudmila Samsonova                    | 6–1, 6–3              | Aliaksandra Sasnovich                   |
| 22/08       | Tennis in the Land (WTA 250)               | Cleveland, Hoa Kỳ          | Nicole Melichar-Martinez Ellen Perez  | 7–5, 6–3              | Anna Danilina Aleksandra Krunić         |
| 22/08       | Granby Championships (WTA 250)             | Granby, Canada             | Daria Kasatkina                       | 6–4, 6–4              | Daria Saville                           |
| 22/08       | Granby Championships (WTA 250)             | Granby, Canada             | Alicia Barnett Olivia Nicholls        | 5–7, 6–3, [10–1]      | Harriet Dart Rosalie van der Hoek       |
| 29/08 05/09 | US Open (Grand Slam)                       | Thành phố New York, Hoa Kỳ | Iga Świątek                           | 6–2, 7–6(7–5)         | Ons Jabeur                              |
| 29/08 05/09 | US Open (Grand Slam)                       | Thành phố New York, Hoa Kỳ | Barbora Krejčíková Kateřina Siniaková | 3–6, 7–5, 6–1         | Caty McNally Taylor Townsend            |
| 29/08 05/09 | US Open (Grand Slam)                       | Thành phố New York, Hoa Kỳ | Storm Sanders John Peers              | 4–6, 6–4, [10–7]      | Kirsten Flipkens Édouard Roger-Vasselin |

### Tháng 9
| Tuần  | Giải đấu                      | Địa điểm           | Vô địch                              | Tỷ số                   | Á quân                                   |
| ----- | ----------------------------- | ------------------ | ------------------------------------ | ----------------------- | ---------------------------------------- |
| 12/09 | Slovenia Open (WTA 250)       | Portorož, Slovenia | Kateřina Siniaková                   | 6–7(4–7), 7–6(7–5), 6–4 | Elena Rybakina                           |
| 12/09 | Slovenia Open (WTA 250)       | Portorož, Slovenia | Marta Kostyuk Tereza Martincová      | 6–4, 6–0                | Cristina Bucșa Tereza Mihalíková         |
| 12/09 | Chennai Open (WTA 250)        | Chennai, Ấn Độ     | Linda Fruhvirtová                    | 4–6, 6–3, 6–4           | Magda Linette                            |
| 12/09 | Chennai Open (WTA 250)        | Chennai, Ấn Độ     | Gabriela Dabrowski Luisa Stefani     | 6–1, 6–2                | Anna Blinkova · Natela Dzalamidze        |
| 19/09 | Pan Pacific Open (WTA 500)    | Tokyo, Nhật Bản    | Liudmila Samsonova                   | 7–5, 7–5                | Zheng Qinwen                             |
| 19/09 | Pan Pacific Open (WTA 500)    | Tokyo, Nhật Bản    | Gabriela Dabrowski Giuliana Olmos    | 6–4, 6–4                | Nicole Melichar-Martinez Ellen Perez     |
| 19/09 | Korea Open (WTA 250)          | Seoul, Hàn Quốc    | Ekaterina Alexandrova                | 7–6(7–4), 6–0           | Jeļena Ostapenko                         |
| 19/09 | Korea Open (WTA 250)          | Seoul, Hàn Quốc    | Kristina Mladenovic Yanina Wickmayer | 6–3, 6–2                | Asia Muhammad Sabrina Santamaria         |
| 26/09 | Emilia-Romagna Open (WTA 250) | Parma, Ý           | Mayar Sherif                         | 7–5, 6–3                | Maria Sakkari                            |
| 26/09 | Emilia-Romagna Open (WTA 250) | Parma, Ý           | Anastasia Dețiuc Miriam Kolodziejová | 1–6, 6–3, [10–8]        | Arantxa Rus Tamara Zidanšek              |
| 26/09 | Tallinn Open (WTA 250)        | Tallinn, Estonia   | Barbora Krejčíková                   | 6–2, 6–3                | Anett Kontaveit                          |
| 26/09 | Tallinn Open (WTA 250)        | Tallinn, Estonia   | Lyudmyla Kichenok Nadiia Kichenok    | 7–5, 4–6, [10–7]        | Nicole Melichar-Martinez Laura Siegemund |

### Tháng 10
| Tuần  | Giải đấu                                    | Địa điểm              | Vô địch                                | Tỷ số                      | Á quân                                |
| ----- | ------------------------------------------- | --------------------- | -------------------------------------- | -------------------------- | ------------------------------------- |
| 03/10 | Ostrava Open (WTA 500)                      | Ostrava, Cộng hòa Séc | Barbora Krejčíková                     | 5–7, 7–6(7–4), 6–3         | Iga Świątek                           |
| 03/10 | Ostrava Open (WTA 500)                      | Ostrava, Cộng hòa Séc | Caty McNally Alycia Parks              | 6–3, 6–2                   | Alicja Rosolska Erin Routliffe        |
| 03/10 | Jasmin Open (WTA 250)                       | Monastir, Tunisia     | Elise Mertens                          | 6–2, 6–0                   | Alizé Cornet                          |
| 03/10 | Jasmin Open (WTA 250)                       | Monastir, Tunisia     | Kristina Mladenovic Kateřina Siniaková | 6–2, 6–0                   | Miyu Kato Angela Kulikov              |
| 10/10 | San Diego Open (WTA 500)                    | San Diego, Hoa Kỳ     | Iga Świątek                            | 6–3, 3–6, 6–0              | Donna Vekić                           |
| 10/10 | San Diego Open (WTA 500)                    | San Diego, Hoa Kỳ     | Coco Gauff Jessica Pegula              | 1–6, 7–5, [10–4]           | Gabriela Dabrowski Giuliana Olmos     |
| 10/10 | Transylvania Open (WTA 250)                 | Cluj-Napoca, Romania  | Anna Blinkova                          | 6–2, 3–6, 6–2              | Jasmine Paolini                       |
| 10/10 | Transylvania Open (WTA 250)                 | Cluj-Napoca, Romania  | Kirsten Flipkens Laura Siegemund       | 6–3, 7–5                   | Kamilla Rakhimova · Yana Sizikova     |
| 17/10 | Guadalajara Open (WTA 1000 (Non-mandatory)) | Guadalajara, Mexico   | Jessica Pegula                         | 6–2, 6–3                   | Maria Sakkari                         |
| 17/10 | Guadalajara Open (WTA 1000 (Non-mandatory)) | Guadalajara, Mexico   | Storm Sanders Luisa Stefani            | 7–6(7–4), 6–7(2–7), [10–8] | Anna Danilina Beatriz Haddad Maia     |
| 31/10 | WTA Finals                                  | Fort Worth, Hoa Kỳ    | Caroline Garcia                        | 7–6(7–4), 6–4              | Aryna Sabalenka                       |
| 31/10 | WTA Finals                                  | Fort Worth, Hoa Kỳ    | Veronika Kudermetova · Elise Mertens   | 6–2, 4–6, [11–9]           | Barbora Krejčíková Kateřina Siniaková |

### Tháng 11
| Tuần  | Giải đấu                         | Địa điểm                | Vô địch | Tỷ số | Á quân |
| ----- | -------------------------------- | ----------------------- | ------- | ----- | ------ |
| 07/11 | Billie Jean King Cup (chung kết) | Glasgow, Vương quốc Anh | Thụy Sĩ | 2–0   | Úc     |

## Phân bố điểm
Điểm thưởng ở từng sự kiện được phân bố như sau:
| Giải đấu                      | Vô địch | Á quân | Bán kết | Tứ kết                            | R16                               | R32                               | R64                               | R128                              | Q                                 | Q3                                | Q2                                | Q1                                |
| Grand Slam (S, trừ Wimbledon) | 2000    | 1300   | 780     | 430                               | 240                               | 130                               | 70                                | 10                                | 40                                | 30                                | 20                                | 2                                 |
| Grand Slam (D, trừ Wimbledon) | 2000    | 1300   | 780     | 430                               | 240                               | 130                               | 10                                | –                                 | 40                                | –                                 | –                                 | –                                 |
| WTA Finals (S)                | 1500*   | 1080*  | 750*    | +125 cho mỗi trận thắng vòng bảng | +125 cho mỗi trận thắng vòng bảng | +125 cho mỗi trận thắng vòng bảng | +125 cho mỗi trận thắng vòng bảng | +125 cho mỗi trận thắng vòng bảng | +125 cho mỗi trận thắng vòng bảng | +125 cho mỗi trận thắng vòng bảng | +125 cho mỗi trận thắng vòng bảng | +125 cho mỗi trận thắng vòng bảng |
| WTA Finals (D)                | 1500*   | 1080*  | 750*    | +125 cho mỗi trận thắng vòng bảng | +125 cho mỗi trận thắng vòng bảng | +125 cho mỗi trận thắng vòng bảng | +125 cho mỗi trận thắng vòng bảng | +125 cho mỗi trận thắng vòng bảng | +125 cho mỗi trận thắng vòng bảng | +125 cho mỗi trận thắng vòng bảng | +125 cho mỗi trận thắng vòng bảng | +125 cho mỗi trận thắng vòng bảng |
| WTA 1000 (96S)                | 1000    | 650    | 390     | 215                               | 120                               | 65                                | 35                                | 10                                | 30                                | –                                 | 20                                | 2                                 |
| WTA 1000 (64/60S)             | 1000    | 650    | 390     | 215                               | 120                               | 65                                | 10                                | –                                 | 30                                | –                                 | 20                                | 2                                 |
| WTA 1000 (32/30D)             | 1000    | 650    | 390     | 215                               | 120                               | 10                                | –                                 | –                                 | –                                 | –                                 | –                                 | –                                 |
| WTA 1000 (56S, 48Q/32Q)       | 900     | 585    | 350     | 190                               | 105                               | 60                                | 1                                 | –                                 | 30                                | –                                 | 20                                | 1                                 |
| WTA 1000 (28D)                | 900     | 585    | 350     | 190                               | 105                               | 1                                 | –                                 | –                                 | –                                 | –                                 | –                                 | –                                 |
| WTA 500 (56S)                 | 470     | 305    | 185     | 100                               | 55                                | 30                                | 1                                 | –                                 | 25                                | –                                 | 13                                | 1                                 |
| WTA 500 (32/30/28S)           | 470     | 305    | 185     | 100                               | 55                                | 1                                 | –                                 | –                                 | 25                                | 18                                | 13                                | 1                                 |
| WTA 500 (16D)                 | 470     | 305    | 185     | 100                               | 1                                 | –                                 | –                                 | –                                 | –                                 | –                                 | –                                 | –                                 |
| WTA 250 (32S, 24/16Q)         | 280     | 180    | 110     | 60                                | 30                                | 1                                 | –                                 | –                                 | 18                                | –                                 | 12                                | 1                                 |
| WTA 250 (16D)                 | 280     | 180    | 110     | 60                                | 1                                 | –                                 | –                                 | –                                 | –                                 | –                                 | –                                 | –                                 |

S = singles players, D = doubles teams, Q = qualification players.

* Toàn thắng ở vòng bảng.

## Thể loại
1. 1 2 3 4  These tournaments are still distributed by points:
  - 1000 points (WTA 1000; mandatory)
  - 900 points (WTA 1000; non-mandatory)
  - 470 points (WTA 500)
  - 280 points (WTA 250)